# (2008) Konstitoutsia
(2008) Konstitoutsia (officiellement (2008) Konstitutsiya) est un astéroïde de la ceinture principale. Il est nommé constitution dans la langue russe, en référence à la constitution de l'Union soviétique.